# حصمص (المهرة)

تعديل مصدري - تعديل

حصمص هي إحدى قرى مديرية حات التابعة لمحافظة المهرة، بلغ تعداد سكانها 125 نسمة حسب تعداد اليمن لعام 2004.